# AfD Brandenburg
Die AfD Brandenburg ist der brandenburgische Landesverband der rechtspopulistischen und rechtsextremen deutschen Partei Alternative für Deutschland (AfD).
Nachdem der AfD-Landesverband seit Mitte Juni 2020 als Verdachtsfall einer rechtsextremen Bestrebung unter der Beobachtung des Brandenburger Verfassungsschutzes stand, stufte sie dieser Mitte April 2025 als „gesichert rechtsextremistische Bestrebung“ ein. Dagegen reichte der Landesverband Klage ein. 

## Geschichte
Am 28. April 2013 wurde der Landesverband durch 44 Mitglieder in Nauen gegründet. Die AfD Brandenburg trat bei der Bundestagswahl 2013 an und erhielt 6,0 Prozent der Zweitstimmen. Im Mai 2014 trat die Partei dann bei den Kommunalwahlen in Brandenburg an, wo sie 3,9 Prozent der Zweitstimmen und insgesamt 39 Mandate in Kreistagen und Stadtverordnetenversammlungen errang.
Bei der Landtagswahl im September 2014 gelang mit 12,2 Prozent der Einzug in den Landtag. Der Landesverband habe sich ein „Kümmerer“-Image gegeben. Insbesondere zogen die Themen Grenzkriminalität und die Flüchtlingsproblematik. Man versuchte überdies ganz offen, bei der Linkspartei Stimmen zu holen. Als einziger AfD-Landesverband ließ man das Wahlprogramm ins Russische übersetzen. Bei der Landtagswahl erhielt sie zuallererst Stimmen von ehemaligen Kleinstpartei-Wählern (ca. 22 Prozent). Rund 20.000 ehemalige Wähler der Partei Die Linke, rund 18.000 frühere CDU-Wähler, rund 17.000 vormalige FDP-Wähler, rund 12.000 ehemalige Wähler der SPD sowie rund 1.000 frühere Grünen-Wähler wählten die AfD. Außerdem erhielt die Partei die Stimmen von rund 12.000 ehemaligen Nichtwählern. Vor allem Männer wählten die AfD; ältere Personen wählten die Partei unterdurchschnittlich. Im Dezember 2014 reiste der Landesverband fast vollständig beobachtend zu den Pegida-Demonstrationen in Dresden. Auf dem Landesparteitag im April 2015 wurde der Landesverband der Jungen Alternative für Deutschland anerkannt.
Mitte Juni 2020 stufte der Verfassungsschutz Brandenburg den AfD-Landesverband als Verdachtsfall ein, da laut dem Chef des Brandenburger Verfassungsschutzes Jörg Müller „hinreichend wichtige tatsächliche Anhaltspunkte dafür“ vorlägen, dass von dem Landesverband „Bestrebungen gegen die freiheitlich-demokratische Grundordnung“ ausgingen. Brandenburgs Innenminister Michael Stübgen sagte, die Brandenburger AfD sei „geprägt vom Gedankengut des völkisch-nationalen Flügels“. Dessen vermeintliche Auflösung mache keinen Unterschied, denn in dem Landesverband sei „der Flügel längst der ganze Vogel“. Die AfD versuche, die „Brandmauern der Demokratie zu schleifen“. Mitte April 2025 stufte der Verfassungsschutz den Landesverband als „gesichert rechtsextreme Bestrebung“ hoch. Nach einer Klage und einem Eilantrag der Partei gegen die Hochstufung gab der Nachrichtendienst eine Stillhaltezusage bis zum Abschluss des Eilverfahrens ab. Damit komme man einer Aufforderung des Verwaltungsgerichts Potsdam nach. Am 24. Juli 2025 zog die AfD Brandenburg den Eilantrag zurück und forderte den Innenminister Brandenburgs auf, die Begründung zur Einstufung zu veröffentlichen. Die Klage in der Hauptsache erhielt sie aufrecht. Am 14. August 2025 veröffentlichte das Brandenburger Innenministerium den umfangreichen Vermerk des Verfassungsschutzes zur Einstufung als „gesichert rechtsextremistische Bestrebung“.

## Politik

### AfD im Landtag
Eine Ende 2015 (knapp ein Jahr nach Einzug in den Landtag) von der Friedrich-Ebert-Stiftung herausgegebene Studie kam zu dem Ergebnis, die Arbeit der Landtagsfraktion sei „wenig professionalisiert“; die Fraktion falle vor allem durch „kalkulierte Provokationen“ auf. Im Juni 2024 verließen fast alle AfD-Fraktionsmitglieder vor der Vereidigung des Antisemitismus-Beauftragten Andreas Büttner den Plenarsaal, nachdem sie auf ihren Plätzen Zettel mit der Aufschrift „Versorgungsposten“ hinterlassen hatten. Die Fraktion lehnt die Stelle ab, da sie nach ihrer Ansicht das Antisemitismusproblem nicht löst. Die im Saal verbliebene Abgeordnete Sabine Barthel blieb während der Vereidigung sitzen und erhielt einen Ordnungsruf.
Der AfD-Fraktionsvorsitzende und Oppositionsführer im Landtag Hans-Christoph Berndt wird von Brandenburger Verfassungsschutz als rechtsextrem eingeschätzt.

### Einordnung
Wissenschaftler wie Christoph Kopke und Gideon Botsch bezeichnen den Landesverband als „national-populistische Rechtspartei“.
Von Beobachtern wie Alexander Häusler wurde die rechte Vergangenheit von Funktionsträgern des Landesverbandes thematisiert, so sind bzw. waren mit Rainer van Raemdonck und Thomas Jung zwei ehemalige Landesvorstandsmitglieder der rechtspopulistischen Partei Die Freiheit aktiv. Steffen Königer war beim Bund freier Bürger und schrieb für die Junge Freiheit. Laut Kopke u. a. konnten diverse „Kontakte […] ins rechtskonservative bzw. rechtsextreme Milieu“ aufgedeckt werden, auch auf kommunaler Ebene.

## Organisation
Die Organe des Landesverbandes sind der Landesparteitag, der Landesvorstand und das Landesschiedsgericht. Das Landesschiedsgericht entscheidet über parteiinterne Streitigkeiten und kann Mitglieder ausschließen.

### Landesparteitag
Höchstes Parteiorgan ist der Landesparteitag. Er wählt den Landesvorstand, die Rechnungsprüfer sowie das Landesschiedsgericht. Der Parteitag findet grundsätzlich als Mitgliederversammlung statt, wobei Mitglieder, die mindestens drei Monate mit ihren Mitgliedsbeiträgen in Verzug sind, kein Stimmrecht haben. Nach Beschluss des Landesvorstands kann der Parteitag auch als Delegiertenversammlung stattfinden. Dazu entsenden die Kreisverbände je angefangene 5 Mitglieder einen Delegierten.
| Nr.                   | Datum                                | Ort                          | Landesvorsitzende(r) / Spitzenkandidat(in) | Wahlergebnis | Thema |
| --------------------- | ------------------------------------ | ---------------------------- | ------------------------------------------ | ------------ | --- |
| 01. Landesparteitag   | 28. April 2013                       | Nauen                        | Roland Scheel                              | 64 %         | Gründung des Landesverbandes; Wahl des Landesvorstands |
| Landeswahlversammlung | 28. April 2013                       | Nauen                        | Alexander Gauland                          |              | Wahl der Landesliste zur Bundestagswahl 2013 |
| 02. Landesparteitag   | 9. Februar 2014                      | Großbeeren                   | Alexander Gauland                          |              | Nachwahlen zum Landesvorstand |
| 03. Landesparteitag   | 4. Mai 2014                          | Großbeeren                   |                                            |              | Beschluss des Wahlprogramms zur Landtagswahl 2014; Nachwahlen zum Landesschiedsgericht |
| Landeswahlversammlung | 4. Mai 2014 11. Mai 2014             | Großbeeren Bernau bei Berlin | Alexander Gauland                          | 92 %         | Wahl der Landesliste zur Landtagswahl 2014 |
| 04. Landesparteitag   | 18./19. April 2015                   | Pritzwalk                    | Alexander Gauland                          | 89 %         | Neuwahl des Landesvorstands; Änderung der Landessatzung; Neuwahl des Landesschiedsgerichts; Wahl der Delegierten zum Bundesparteitag; Resolutionen zur EEG-Umlage und Windenergieanlagen                      |
| 05. Landesparteitag   | 21. November 2015                    | Vetschau/Spreewald           |                                            |              | Nachwahlen zum Landesvorstand |
| 06. Landesparteitag   | 9. Juli 2016                         | Kremmen                      |                                            |              | Nachwahlen zum Landesvorstand |
| Landeswahlversammlung | 28. Januar 2017                      | Rangsdorf                    | Alexander Gauland                          | 83 %         | Wahl der Landesliste zur Bundestagswahl 2017 |
| 07. Landesparteitag   | 8./9. April 2017                     | Frankfurt (Oder)             | Andreas Kalbitz                            | 73 %         | Neuwahl des Landesvorstands; Wahl der Delegierten zum Bundesparteitag und zum Bundeskonvent |
| 08. Landesparteitag   | 13. Oktober 2018                     | Brandenburg an der Havel     |                                            |              | Wahl der Delegierten zur Europawahlversammlung |
| Landeswahlversammlung | 4.–7. Januar 2019 2. Februar 2019    | Rangsdorf                    | Andreas Kalbitz                            | 74 %         | Wahl der Landesliste zur Landtagswahl 2019 |
| 09. Landesparteitag   | 26.–28. April 2019                   | Falkensee                    | Andreas Kalbitz                            | 73 %         | Neuwahl des Landesvorstands; Wahl der Delegierten zum Bundesparteitag und zum Bundeskonvent; Beschluss des Wahlprogramms zur Landtagswahl 2019                                                                |
| Landeswahlversammlung | 20./21. März 2021                    | Frankfurt (Oder)             | Alexander Gauland                          | 66 %         | Wahl der Landesliste zur Bundestagswahl 2021 |
| 010. Landesparteitag  | 09./10. April 2022                   | Prenzlau                     | Birgit Bessin                              | 53 %         | Neuwahl des Vorsitzenden, nachdem im Sommer 2020 die Parteimitgliedschaft von Andreas Kalbitz vom AfD-Bundesschiedsgericht für nichtig erklärt wurde                                                          |
| 011. Landesparteitag  | 16./17. März 2024 13./14. April 2024 | Jüterbog                     | Hans-Christoph Berndt                      | 87 %         | Neuwahl des Landesvorstands; Wahl der Delegierten zum Europaparteitag; Resolutionen zum Ukrainekrieg und einer Reform des Öffentlich-rechtlichen Rundfunks; Beschluss des Wahlprogramms zur Landtagswahl 2024 |

### Landesvorstand
Seit 10. April 2024 setzt sich der Landesvorstand aus folgenden Mitgliedern zusammen:
| Landesvorsitzender                                           | René Springer (MdB) |
| Stellvertretende Landesvorsitzende                           | Daniel Freiherr von Lützow (MdL), Hans-Christoph Berndt (MdL)                                                                        |
| Schatzmeister                                                | Daniel Friese |
| Stellvertretender Schatzmeister                              | Falk Janke |
| Schriftführer                                                | Marlon Deter (MdL) |
| Stellvertretender Schriftführer                              | Angelika Wöhler-Geske |
| Beisitzer                                                    | Oliver Calov, Andreas Galau (MdL), Hannes Gnauck (MdB), Steffen Kotré (MdB), Tim Krause, Daniel Münschke (MdL), Felix Teichner (MdL) |
| Ehrenvorsitzender                                            | Alexander Gauland (MdB) |
| MdL = Mitglied des Landtages; MdB = Mitglied des Bundestages | |

Unter den 15 Vorstandsmitgliedern ist nur eine Frau dabei.

### Bezirksverbände
Der Landesverband gliedert sich in 18 als Gebietsverbände bezeichneten Kreisverbände (oder: Bezirksverbände) in den 14 Landkreisen und 4 kreisfreien Städten. Diesen Verbänden stehen Kreisvorstände vor.
| Bezirksverband           | Vorsitzende(r)             | Sitz                     |
| ------------------------ | -------------------------- | ------------------------ |
| Barnim                   | Roman Kuffert              | Wandlitz                 |
| Brandenburg an der Havel | Michel Albrecht            | Brandenburg an der Havel |
| Cottbus                  | Jean-Pascal Hohm           | Cottbus                  |
| Dahme-Spreewald          | Benjamin Filter            | Mittenwalde              |
| Elbe-Elster              | Volker Nothing             | Elsterwerda              |
| Frankfurt (Oder)         | Wilko Möller               | Frankfurt (Oder)         |
| Havelland                | Dominik Kaufner            | Rathenow                 |
| Märkisch-Oderland        | Lars Günther               | Wriezen                  |
| Oberhavel                | Andreas Galau              | Oranienburg              |
| Oberspreewald-Lausitz    | Silvio Wolf                | Senftenberg              |
| Oder-Spree               | Kathleen Muxel             | Grünheide (Mark)         |
| Ostprignitz-Ruppin       | Henry Preuß                | Neuruppin                |
| Potsdam                  | Dennis Hohloch             | Werder (Havel)           |
| Potsdam-Mittelmark       | Marlon Deter               | Werder (Havel)           |
| Prignitz                 | Jean-René Adam             | Perleberg                |
| Spree-Neiße              | Steffen Kubitzki           | Turnow-Preilack          |
| Teltow-Fläming           | Daniel Freiherr von Lützow | Zossen                   |
| Uckermark                | Felix Teichner             | Prenzlau                 |

### Parteivorsitzende
| Parteivorsitzender | Parteivorsitzender                   | Amtszeit                   |
| ------------------ | ------------------------------------ | -------------------------- |
|                    | Roland Scheel                        | April 2013 – Dezember 2013 |
|                    | Rainer van Raemdonck (kommissarisch) | Januar 2014 – Februar 2014 |
| Alexander Gauland  | Alexander Gauland                    | Februar 2014 – April 2017  |
| Andreas Kalbitz    | Andreas Kalbitz                      | April 2017 – Juli 2020     |
|                    | Birgit Bessin                        | April 2022 – April 2024    |
|                    | René Springer                        | seit April 2024            |

### Fraktionsvorsitzende
| Fraktionsvorsitzender | Fraktionsvorsitzender | Amtszeit                       |
| --------------------- | --------------------- | ------------------------------ |
| Alexander Gauland     | Alexander Gauland     | September 2014 – November 2017 |
| Andreas Kalbitz       | Andreas Kalbitz       | November 2017 – August 2020    |
|                       | Hans-Christoph Berndt | seit Oktober 2020              |

### Junge Alternative Brandenburg
Die Junge Alternative Brandenburg ist der landesweit tätige Jugendverband der AfD Brandenburg.

## Wahlergebnisse

Wahlkreisgewinner Landtagswahl 2024

| Landtagswahlen | Landtagswahlen | Landtagswahlen | Landtagswahlen | Landtagswahlen | Landtagswahlen | Landtagswahlen        |
| Jahr           | Stimmenanzahl  | Stimmenanteil  | Direktmandate  | Sitze          | Platz          | Spitzenkandidat       |
| -------------- | -------------- | -------------- | -------------- | -------------- | -------------- | --------------------- |
| 2014           | 120.077        | 12,2 %         | 0/44           | 11/88          | 4              | Alexander Gauland     |
| 2019           | 297.484        | 23,5 %         | 15/44          | 24/88          | 2              | Andreas Kalbitz       |
| 2024           | 438.811        | 29,2 %         | 25/44          | 30/88          | 2              | Hans-Christoph Berndt |

| Kommunalwahlen | Kommunalwahlen | Kommunalwahlen | Kommunalwahlen | Kommunalwahlen |
| Jahr           | Stimmenanzahl  | Stimmenanteil  | Sitze          |                |
| -------------- | -------------- | -------------- | -------------- | -------------- |
| 2014           | 109.070        | 03,9 %         | 39/934         |                |
| 2019           | 572.230        | 15,9 %         | 153/938        |                |
| 2024           | 1.051.470      | 25,7 %         | 248/938        |                |

| Bundestagswahlen | Bundestagswahlen | Bundestagswahlen | Bundestagswahlen | Bundestagswahlen | Bundestagswahlen | Bundestagswahlen  |
| Jahr             | Stimmenanzahl    | Stimmenanteil    | Direktmandate    | Sitze            | Platz            | Spitzenkandidat   |
| ---------------- | ---------------- | ---------------- | ---------------- | ---------------- | ---------------- | ----------------- |
| 2013             | 083.075          | 06,0 %           | 0/10             | 0/20             | 4                | Alexander Gauland |
| 2017             | 301.103          | 20,2 %           | 0/10             | 5/25             | 2                | Alexander Gauland |
| 2021             | 277.412          | 18,1 %           | 0/10             | 5/25             | 2                | Alexander Gauland |
| 2025             | 535.279          | 32,5 %           | 8/10             | 8/21             | 1                | René Springer     |

| Europawahlen | Europawahlen  | Europawahlen  | Europawahlen |
| Jahr         | Stimmenanzahl | Stimmenanteil | Platz        |
| ------------ | ------------- | ------------- | ------------ |
| 2014         | 079.371       | 08,5 %        | 4            |
| 2019         | 238.441       | 19,9 %        | 1            |
| 2024         | 380.717       | 27,5 %        | 1            |

## Landtagsfraktion

### Kontroversen um rechtsextreme Mitarbeiter
Die Landtagsfraktion beschäftigte nach Medienberichten mehrere Mitarbeiter aus dem rechtsextremen Milieu. Hierzu zählte beispielsweise Jean-Pascal Hohm, ehemaliger Landesvorsitzender der Jungen Alternative (JA) in Brandenburg, der sich auf Selfies regelmäßig in T-Shirts der Identitären Bewegung (IB) zeigte und im Dezember 2016 an einer Sitzblockade der Identitären vor der CDU-Parteizentrale teilnahm. Hohm, der bei der rechtsradikalen Gruppierung Ein Prozent für unser Land ein Praktikum absolviert hatte, trat auch bei Demonstrationen der fremdenfeindlichen Gruppe Zukunft Heimat in Brandenburg als Redner auf und wurde im Frühjahr 2017 als Fraktionsmitarbeiter entlassen, wenige Monate später aber Mitarbeiter von René Springer. Olaf Sundermeyer sah in „der Nachwuchshoffnung der AfD“ Hohm einen „der aktivsten Identitären überhaupt“. Seit Anfang 2015 war ein Ex-Kader der verbotenen Heimattreuen Deutschen Jugend (HDJ) als verkehrs- und europapolitischer Referent für die brandenburgische AfD-Landtagsfraktion tätig gewesen, der nach dem Einzug der AfD in den Bundestag in das Mitarbeiterbüro von Alexander Gauland wechselte, wie Gauland gegenüber der FAZ bestätigte. Ein anderer aus Brandenburg stammender Praktikant der Landtagsfraktion bewegte sich gemäß Zeit Online in der Berliner Neonaziszene, im Frühjahr 2016 war eine Person seines Namens von den Veranstaltern eines Neonazikonzerts in Thüringen als Ordner angemeldet worden. Auch dieser Mann, der mit extrem rechten Ansichten auffiel, wurde im Oktober 2017 Mitarbeiter von Gauland im Bundestag. Auch weitere Mitarbeiter stehen nach Bestätigung des früheren Fraktionsvorsitzenden Andreas Kalbitz in Verbindung zur unter Beobachtung des Verfassungsschutzes stehenden Identitären Bewegung: Kai Laubach, Grundsatzreferent der Fraktion, habe an einzelnen Aktionen der IB teilgenommen. Franz Dusatko, Vize-Landeschef der Jungen Alternative und Assistent der Fraktionsführung, war im Dezember 2016 ebenfalls an einer Blockadeaktion der IB gegen die CDU-Zentrale in Berlin beteiligt. Laut einem Bericht des Bundesverfassungsschutzes hat Ballschuh frühere Kontakte zur NPD eingeräumt und war „zudem Mitglied in den als rechtsextremistisch eingeordneten Burschenschaften Frankonia Erlangen und Halle-Leobener Burschenschaft“. Ein im März 2008 während einer Neonazikundgebung aufgenommenes Foto zeigt ihn in den Räumen der damaligen JN-Bundeszentrale in Bernburg.

## Landesgruppe im Deutschen Bundestag

### 2017–2021
Die Landesliste zur Bundestagswahl 2017 wurde auf einem zweitägigen Parteitag in Rangsdorf am 28./29. Januar 2017 aufgestellt.
Die Landespartei zog mit insgesamt fünf Abgeordneten in den Deutschen Bundestag ein, die ein Teil der AfD-Bundestagsfraktion sind:
| Mitglied der Fraktion | Einzug in den Bundestag über | Derzeitige Funktionen und Mitgliedschaften in der Fraktion und in der Partei |
| --------------------- | ---------------------------- | ---------------------------------------------------------------------------- |
| Alexander Gauland     | Listenplatz 1                | Vorsitzender der AfD-Bundestagsfraktion                                      |
| Norbert Kleinwächter  | Listenplatz 5                |                                                                              |
| Steffen Kotré         | Listenplatz 4                | Vorsitzender der Landesgruppe; Beisitzer im Landesvorstand                   |
| Roman Reusch          | Listenplatz 2                | Beisitzer im Landesvorstand                                                  |
| René Springer         | Listenplatz 3                |                                                                              |

### 2021–2025
| Mitglied der Fraktion | Einzug in den Bundestag über | Derzeitige Funktionen und Mitgliedschaften in der Fraktion und in der Partei |
| --------------------- | ---------------------------- | ---------------------------------------------------------------------------- |
| Alexander Gauland     | Listenplatz 1                | Ehrenvorsitzender der AfD-Bundestagsfraktion                                 |
| Hannes Gnauck         | Listenplatz 5                |                                                                              |
| Norbert Kleinwächter  | Listenplatz 4                |                                                                              |
| Steffen Kotré         | Listenplatz 3                | Vorsitzender der Landesgruppe; Beisitzer im Landesvorstand                   |
| René Springer         | Listenplatz 2                |                                                                              |

### Seit 2025
| Mitglied der Fraktion | Einzug in den Bundestag über | Derzeitige Funktionen und Mitgliedschaften in der Fraktion und in der Partei |
| --------------------- | ---------------------------- | ---------------------------------------------------------------------------- |
| Götz Frömming         | Direktmandat Wahlkreis 56    |                                                                              |
| Hannes Gnauck         | Direktmandat Wahlkreis 57    |                                                                              |
| René Springer         | Direktmandat Wahlkreis 59    | Landesvorsitzender                                                           |
| Arne Raue             | Direktmandat Wahlkreis 60    |                                                                              |
| Steffen Kotré         | Direktmandat Wahlkreis 62    |                                                                              |
| Rainer Galla          | Direktmandat Wahlkreis 63    |                                                                              |
| Lars Schieske         | Direktmandat Wahlkreis 64    |                                                                              |
| Birgit Bessin         | Direktmandat Wahlkreis 65    |                                                                              |